# Polyrhachis tubericeps
Polyrhachis tubericeps är en myrart som beskrevs av Auguste-Henri Forel 1893. Polyrhachis tubericeps ingår i släktet Polyrhachis och familjen myror. Inga underarter finns listade i Catalogue of Life.